# 400 mètres haies féminin aux Jeux olympiques d'été de 2024
Pour des articles plus généraux, voir Athlétisme aux Jeux olympiques d'été de 2024 et 400 mètres haies aux Jeux olympiques.
Navigation
Tokyo 2020 Los Angeles 2028
L'épreuve du 400 mètres haies féminin aux Jeux olympiques de 2024 se déroule du 4 au 8 août 2024 au Stade de France, au nord de Paris, en France.

## Records
Avant cette compétition, les records dans cette discipline étaient les suivants : 
| Record du monde  | Sydney McLaughlin (USA) | 51 s 46 | Tokyo | 4 août 2021 |
| Record olympique | Sydney McLaughlin (USA) | 51 s 46 | Tokyo | 4 août 2021 |

Au cours de la compétition, les records suivants ont été établis : 
| Record du monde  | Sydney McLaughlin (USA) | 50 s 37 | Paris, France | 8 août 2024 |
| Record olympique | Sydney McLaughlin (USA) | 50 s 37 | Paris, France | 8 août 2024 |

## Programme
| Date            | Horaire | Manche       |
| --------------- | ------- | ------------ |
| Dimanche 4 août | 10 h 00 | Premier tour |
| Lundi 5 août    | 10 h 00 | Repêchage    |
| Mardi 6 août    | 19 h 00 | Demi-finale  |
| Jeudi 8 août    | 19 h 00 | Finale       |

## Médaillées
| Or                        | Argent        | Bronze    |
| Sydney McLaughlin-Levrone | Anna Cockrell | Femke Bol |

## Résultats

### Premier tour
Les 3 premières de chaque série (Q) et les 3 meilleurs temps (q) sont qualifiées pour les demi-finales, les autres passent en repêchage (sauf DNS, DNF, DSQ). 
| Rang | Couloir | Athlète                | Pays     | Temps   | Notes |
| ---- | ------- | ---------------------- | -------- | ------- | ----- |
| 1    | 7       | Rushell Clayton        | Jamaïque | 54 s 32 | Q     |
| 2    | 3       | Fatoumata Binta Diallo | Portugal | 54 s 75 | Q     |
| 3    | 5       | Amalie Iuel            | Norvège  | 54 s 82 | SB Q  |
| 4    | 8       | Cathelijn Peeters      | Pays-Bas | 54 s 84 | q     |
| 5    | 9       | Naomi Van Den Broeck   | Belgique | 55 s 51 | L     |
| 6    | 6       | Rebecca Sartori        | Italie   | 55 s 81 |       |
| 7    | 4       | Chayenne da Silva      | Brésil   | 56 s 52 |       |
|      | 2       | Kemi Adekoya           | Bahreïn  | DNS     |       |

| Rang | Couloir | Athlète             | Pays           | Temps   | Notes |
| ---- | ------- | ------------------- | -------------- | ------- | ----- |
| 1    | 5       | Jasmine Jones       | États-Unis     | 53 s 60 | Q     |
| 2    | 9       | Rogail Joseph       | Afrique du Sud | 54 s 56 | PB Q  |
| 3    | 3       | Savannah Sutherland | Canada         | 54 s 80 | Q     |
| 4    | 2       | Paulien Couckuyt    | Belgique       | 54 s 90 | SB q  |
| 5    | 8       | Gianna Woodruff     | Panama         | 54 s 94 | SB    |
| 6    | 7       | Ayomide Folorunso   | Italie         | 55 s 03 |       |
| 7    | 6       | Shana Grebo         | France         | 56 s 70 |       |
| 8    | 4       | Carolina Krafzik    | Allemagne      | 58 s 49 |       |

| Rang | Couloir | Athlète          | Pays            | Temps   | Notes |
| ---- | ------- | ---------------- | --------------- | ------- | ----- |
| 1    | 4       | Femke Bol        | Pays-Bas        | 53 s 38 | Q     |
| 2    | 8       | Shiann Salmon    | Jamaïque        | 53 s 95 | Q     |
| 3    | 3       | Zenéy Geldenhuys | Afrique du Sud  | 54 s 73 | Q     |
| 4    | 6       | Hanna Ryzhykova  | Ukraine         | 55 s 13 |       |
| 5    | 5       | Jessie Knight    | Grande-Bretagne | 55 s 39 |       |
| 6    | 2       | Mo Jiadie        | Chine           | 55 s 43 |       |
| 7    | 9       | Alanah Yukich    | Australie       | 55 s 46 |       |
| 8    | 7       | Linda Angounou   | Cameroun        | 55 s 69 | NR    |

| Rang | Couloir | Athlète          | Pays            | Temps   | Notes |
| ---- | ------- | ---------------- | --------------- | ------- | ----- |
| 1    | 8       | Anna Cockrell    | États-Unis      | 53 s 91 | Q     |
| 2    | 7       | Lina Nielsen     | Grande-Bretagne | 54 s 65 | Q     |
| 3    | 4       | Janieve Russell  | Jamaïque        | 54 s 67 | Q     |
| 4    | 9       | Hanne Claes      | Belgique        | 54 s 80 | SB q  |
| 5    | 5       | Nikoleta Jíchová | Tchéquie        | 55 s 45 |       |
| 6    | 3       | Grace Claxton    | Porto Rico      | 56 s 29 |       |
| 7    | 2       | Viivi Lehikoinen | Finlande        | 56 s 67 |       |
| 8    | 6       | Lauren Hoffman   | Philippines     | 57 s 84 |       |

| Rang | Couloir | Athlète                   | Pays       | Temps   | Notes |
| ---- | ------- | ------------------------- | ---------- | ------- | ----- |
| 1    | 3       | Sydney McLaughlin-Levrone | États-Unis | 53 s 60 | Q     |
| 2    | 4       | Noura Ennadi              | Maroc      | 55 s 26 | Q     |
| 3    | 5       | Louise Maraval            | France     | 55 s 32 | Q     |
| 4    | 6       | Yasmin Giger              | Suisse     | 55 s 44 |       |
| 5    | 2       | Alice Muraro              | Italie     | 55 s 62 |       |
| 6    | 7       | Sarah Carli               | Australie  | 55 s 92 |       |
| 7    | 8       | Line Kloster              | Norvège    | 57 s 69 |       |
| 8    | 9       | Viktoria Tkatchouk        | Ukraine    | 58 s 10 | SB    |

### Repêchage
Les deux premières de chaque série se qualifient (Q) pour les demi-finales. 
| Rang | Couloir | Athlète              | Pays       | Temps          | Notes |
| ---- | ------- | -------------------- | ---------- | -------------- | ----- |
| 1    | 4       | Ayomide Folorunso    | Italie     | 55 s 07        | Q     |
| 2    | 7       | Naomi Van Den Broeck | Belgique   | 55 s 11 (.107) | Q     |
| 2    | 3       | Alanah Yukich        | Australie  | 55 s 11 (.107) | PB Q  |
| 4    | 6       | Grace Claxton        | Porto Rico | 55 s 94        |       |
| 5    | 5       | Line Kloster         | Norvège    | 56 s 73        |       |
| 6    | 2       | Viivi Lehikoinen     | Finlande   | 58 s 04        |       |
| 7    | 8       | Viktoria Tkatchouk   | Ukraine    | 59 s 40        |       |

| Rang | Couloir | Athlète           | Pays            | Temps          | Notes |
| ---- | ------- | ----------------- | --------------- | -------------- | ----- |
| 1    | 5       | Mo Jiadie         | Chine           | 54 s 75        | PB Q  |
| 2    | 3       | Jessie Knight     | Grande-Bretagne | 55 s 10 (.093) | Q     |
| 3    | 2       | Gianna Woodruff   | Panama          | 55 s 10 (.098) |       |
| 4    | 6       | Nikoleta Jíchová  | Tchéquie        | 55 s 31        |       |
| 5    | 7       | Rebecca Sartori   | Italie          | 55 s 44        |       |
| 6    | 4       | Carolina Krafzik  | Allemagne       | 56 s 02        |       |
| 7    | 8       | Chayenne da Silva | Brésil          | 56 s 56        |       |

| Rang | Couloir | Athlète         | Pays        | Temps   | Notes |
| ---- | ------- | --------------- | ----------- | ------- | ----- |
| 1    | 7       | Shana Grebo     | France      | 54 s 91 | Q     |
| 2    | 8       | Hanna Ryzhykova | Ukraine     | 54 s 95 | =SB Q |
| 3    | 2       | Linda Angounou  | Cameroun    | 55 s 09 | NR    |
| 4    | 4       | Sarah Carli     | Australie   | 55 s 12 |       |
| 5    | 3       | Yasmin Giger    | Suisse      | 55 s 18 |       |
| 6    | 6       | Alice Muraro    | Italie      | 55 s 48 |       |
| 7    | 5       | Lauren Hoffman  | Philippines | 58 s 28 |       |

### Demi-finales
Les 2 premières de chaque série sont qualifiées (Q) pour la finale, ainsi que les deux meilleurs temps (q), hors places 1 et 2. 
| Rang | Couloir | Athlète              | Pays            | Temps         | Notes |
| ---- | ------- | -------------------- | --------------- | ------------- | ----- |
| 1    | 5       | Rushell Clayton      | Jamaïque        | 53 s 00       | Q     |
| 2    | 7       | Jasmine Jones        | États-Unis      | 53 s 83       | Q     |
| 3    | 8       | Zenéy Geldenhuys     | Afrique du Sud  | 53 s 90       | PB    |
| 4    | 3       | Shana Grebo          | France          | 54 s 84       |       |
| 5    | 4       | Amalie Iuel          | Norvège         | 54 s 88       |       |
| 6    | 2       | Naomi Van Den Broeck | Belgique        | 54 s 94       |       |
| 7    | 9       | Cathelijn Peeters    | Pays-Bas        | 55 s 20       |       |
| 8    | 6       | Lina Nielsen         | Grande-Bretagne | 1 min 31 s 22 |       |

| Rang | Couloir | Athlète                   | Pays           | Temps   | Notes |
| ---- | ------- | ------------------------- | -------------- | ------- | ----- |
| 1    | 7       | Sydney McLaughlin-Levrone | États-Unis     | 52 s 13 | Q     |
| 2    | 4       | Louise Maraval            | France         | 53 s 83 | Q     |
| 3    | 5       | Rogail Joseph             | Afrique du Sud | 54 s 12 | PB    |
| 4    | 6       | Janieve Russell           | Jamaïque       | 54 s 65 |       |
| 5    | 3       | Ayomide Folorunso         | Italie         | 54 s 92 |       |
| 6    | 8       | Fatoumata Binta Diallo    | Portugal       | 54 s 93 |       |
| 7    | 2       | Hanna Ryzhykova           | Ukraine        | 55 s 65 |       |
| 8    | 9       | Hanne Claes               | Belgique       | 55 s 96 |       |

| Rang | Couloir | Athlète             | Pays            | Temps   | Notes |
| ---- | ------- | ------------------- | --------------- | ------- | ----- |
| 1    | 6       | Femke Bol           | Pays-Bas        | 52 s 57 | Q     |
| 2    | 7       | Anna Cockrell       | États-Unis      | 52 s 90 | Q     |
| 3    | 5       | Shiann Salmon       | Jamaïque        | 53 s 13 | PB q  |
| 4    | 4       | Savannah Sutherland | Canada          | 53 s 80 | q     |
| 5    | 9       | Paulien Couckuyt    | Belgique        | 54 s 64 | SB    |
| 6    | 3       | Jessie Knight       | Grande-Bretagne | 54 s 90 |       |
| 7    | 1       | Alanah Yukich       | Australie       | 55 s 49 |       |
| 8    | 8       | Noura Ennadi        | Maroc           | 55 s 50 |       |
| 9    | 2       | Mo Jiadie           | Chine           | 55 s 63 |       |

### Finale
| Rang                                | Couloir | Athlète                   | Pays       | Temps   | Notes |
| ----------------------------------- | ------- | ------------------------- | ---------- | ------- | ----- |
| Médaille d'or, Jeux olympiques      | 5       | Sydney McLaughlin-Levrone | États-Unis | 50 s 37 | WR    |
| Médaille d'argent, Jeux olympiques  | 7       | Anna Cockrell             | États-Unis | 51 s 87 | PB    |
| Médaille de bronze, Jeux olympiques | 6       | Femke Bol                 | Pays-Bas   | 52 s 15 |       |
| 4                                   | 9       | Jasmine Jones             | États-Unis | 52 s 29 | PB    |
| 5                                   | 8       | Rushell Clayton           | Jamaïque   | 52 s 68 |       |
| 6                                   | 2       | Shiann Salmon             | Jamaïque   | 53 s 29 |       |
| 7                                   | 3       | Savannah Sutherland       | Canada     | 53 s 88 |       |
| 8                                   | 4       | Louise Maraval            | France     | 54 s 53 |       |

## Légende
Records et Performances
- AR : Record continental (area record)
- CR : Record des championnats (championship record)
- MR : Record du meeting (meet record)
- NR : Record national (national record)
- OR : Record olympique (olympic record)
- PR : Record paralympique (paralympic record)
- PB : Record personnel (personal best)
- SB : Meilleure performance personnelle de la saison (season's best)
- WL : Meilleure performance mondiale de l'année (world leader)
- WJR : Record du monde junior (world junior record)
- WR : Record du monde (world record)

Circonstances et Conditions
- DNF : N'a pas terminé (did not finish)
- DNS : N'a pas pris le départ (did not start)
- DQ : Disqualification (disqualification)
- NM : Aucun essai valable enregistré (No Mark)
- Q : Qualifié « directement » au prochain tour (ou à la prochaine compétition), lors d'une compétition majeure, grâce au classement ou à la réalisation des minima (automatic qualifier)
- q : Qualifié au prochain tour (ou à la prochaine compétition), lors d'une compétition majeure, grâce au repêchage ou à la réalisation de l'une des meilleures performances parmi celles des « non qualifiés directement » (grâce au meilleur temps ou à la meilleure distance par exemple) (secondary qualifier)